# Polydema
Polydema is een geslacht van vlinders uit de familie mineermotten (Gracillariidae).
Het geslacht omvat volgende soorten:
- Polydema hormophora (Meyrick, 1912)
- Polydema vansoni Vári, 1961